# Hans Bol

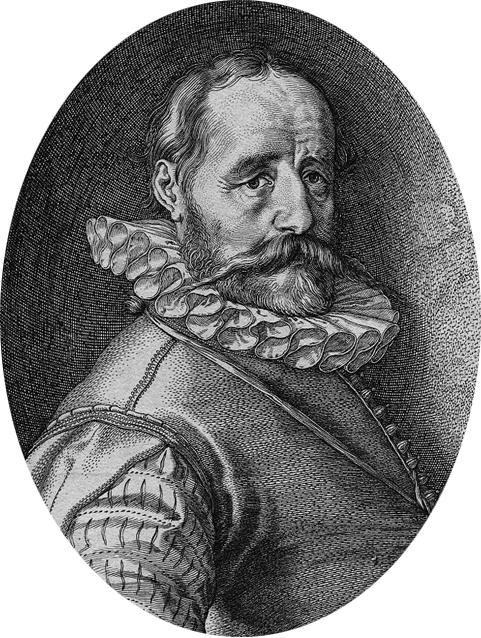
Retrato de Hans Bol por Hendrick Goltzius.

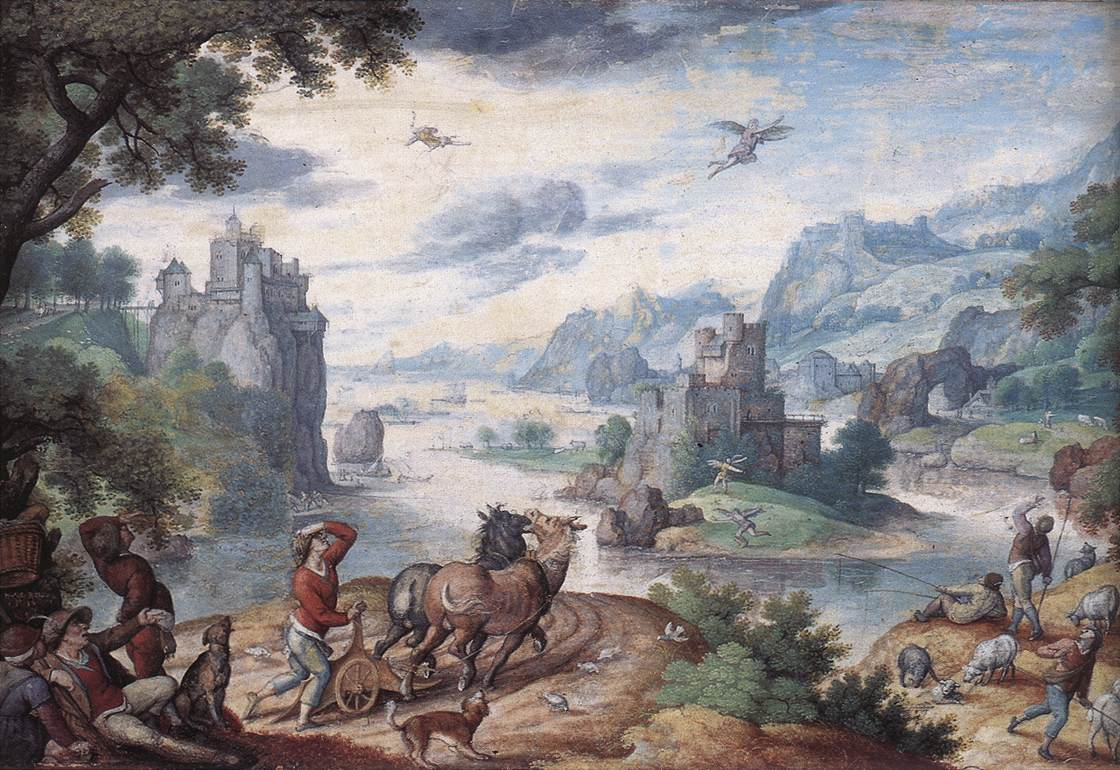
La caída de Ícaro, acuarela sobre papel, 133 x 206 mm, Museo Mayer van den Bergh (Amberes).

Hans Bol (Malinas, 16 de diciembre de 1534-Ámsterdam, 20 de noviembre de 1593) fue un pintor, grabador, miniaturista y marchante flamenco de época manierista.
Comenzó su primera instrucción con sus dos tíos, también pintores. Establecido en Heidelberg de 1550 a 1552, se formó en el taller de un pintor de waterschilderen, composiciones en gran formato a la acuarela o al temple sobre sarga o lienzo, sustitutivas de los más costosos tapices. En 1560 ingresó en el gremio de San Lucas de su ciudad natal, de la que huyó en 1572 cuando la ciudad fue saqueada por las tropas del duque de Alba, refugiándose en Amberes. Se dio de alta en el gremio de Amberes en 1574 donde permaneció hasta 1584 cuando emigró por razones religiosas a las provincias del Norte, pasando algún tiempo en Bergen op Zoom y Dordrecht antes de instalarse en Ámsterdam donde falleció en 1593.
Sus acuarelas se reprodujeron tan ampliamente que pasó a realizar miniaturas en pergamino. Su técnica le hizo ganar una gran clientela internacional, y buenos ingresos. También realizó dibujos, grabados, cartones para tapices, pintura al óleo, e iluminó manuscritos. Sus géneros eran el paisaje, las mitologías, las alegorías, las escenas bíblicas y la pintura de género.
Como grabador, fue de los primeros en utilizar la técnica del aguafuerte, valiéndose también muy tempranamente de apuntes tomados del natural para sus paisajes, grabados por él mismo o porGerard de Jode, Philipe Galle o Johan Sadeler entre otros.